# 정유재란
정유재란(丁酉再亂)은 1597년 8월, 일본국 도요토미 정권 치하의 일본군이 임진왜란의 정전회담이 결렬됨에 따라 재차 조선을 침공하여 이듬해인 1598년 12월까지 지속된 전쟁이다. 일본에서는 당시 고요제이 천황(後陽成天皇)의 연호를 따서 게이초의 역(慶長の役 게이초노에키[*])이라고 한다. 중국에서는 제2차 만력조선전쟁(중국어: 第二次萬曆朝鮮戰爭) 혹은 제2차 만력조선의 역(중국어: 第二次萬曆朝鮮之役)이라고 한다.
초기에는 일본군의 공세가 이루어지다가, 명량 해전을 변곡점으로 남해안의 왜성(倭城)들에 틀어박힌 일본군에 대한 조명연합군의 공격 양상을 띠었다. 때문에 정유재란 때 조선군은 대부분 공격측, 일본군은 대부분 방어측에 서게 되었고, 명량 해전과 노량 해전을 제외하면 조선군이 결정적 승리를 거둔 전투는 거의 없는 교착전쟁의 모습을 나타냈다.

## 결과
일본군은 보급이 제대로 이뤄지지 않은 탓에 전황이 불리해지자 화의에 나섰다. 명군도 벽제관 전투(碧蹄館戰鬪)에서 패한 후 자국의 이해를 우선시하여 종전을 원했으므로 화의 교섭이 시작되었다. 조선 왕과 신료들은 삼국 중에서 가장 많이 피해(被害)하였다면서 화의를 반대하여 교섭에서 제외되었다. 교섭이 진행되는 동안 조선 조정은 군사제도를 능률이 많이 나게 개편하고 의병 부대를 관군으로 편입시키는 등 방비를 강화해 나아갔다. 일본군은 남해안으로 철군하여 왜성을 축조하고 전투를 중단한 채 주둔하였다.
명(明)과 일본군 양측은 서로 자국이 유리한 처지에서 화의를 교섭하려고 하였다. 일본군은 명나라 황녀(皇女)를 일본의 후비(後妃)로 삼을 것, 한반도의 남부 4도를 내줄 것, 감합 무역(勘合貿易)을 부활할 것, 조선 왕자와 대신 12명을 인질로 삼을 것을 명에 요구하였으나 일본군이 한 요구는 대부분 수용되지 않았고 3년에 걸친 화의교섭은 결국 결렬되었지만, 협상하는 과정에서 포로가 된 조선의 두 왕자 임해군(臨海君)과 순화군(順和君)은 일본군이 조선 왕실에 돌려주었다. 그러나 임해군의 두 자녀는 끝내 돌려주지 않았다.
남해안에 주둔해 있던 일본군은 임진왜란 이후 휴전기가 끝나고 1597년 다시 전쟁을 시작하였다.

### 일본군 일시의 전라도 점령
일본 수군은 칠천량 해전에서 조선 수군을 전멸시켰고 일본 육군은 임진년 침공과 다르게 보급로를 탄탄히 하려고 전라도를 점령한 후 한양(서울)을 공격하기로 한다.
당시 일본 수군은 이순신의 파직과 원균의 칠천량 해전 대패로 말미암아 남해안 대부분의 제해권을 장악하였고 일본 육군은 1597년 9월 25일(음력 8월 15일), 9월 29일(음력 8월 19일) 남원 전투, 전주성에서 조명연합군을 대파하고 남원과 전주를 함락시킨 일본 육군은 전라도를 점령하고 충청도 직산까지 진격하여 명군과 대치하기에 이른다.
또한, 일본군은 전공을 증명하고자 조선인들의 코를 베어 전리품으로 일본에 보냈고(→귀무덤), 남녀노소를 불문하고 마구 잡아 서양에서 온 노예상에게 매각했다.

### 직산 전투와 명량 해전
남원과 전주를 함락한 일본 육군은 전라도를 점령하고 충청도 직산(稷山)까지 진격했다. 후에 직산에서 명나라군과 대치하여 몇 차례 전투하였으나 이순신이 지휘하는 조선 수군이 명량 해전에서 일본 수군을 대파시키자 보급선이 끊길 것을 우려한 일본 육군은 직산을 끝으로 더는 진격하지 못했다.

### 울산성 전투
이후 조명연합군(朝明聯合軍)과 일본 육군의 공수가 바뀐다.
1597년 12월 말에서 1598년 1월 초에 걸쳐 조명연합군(朝明聯合軍)은 울산왜성(蔚山倭城)을 공격했으나 함락시키지 못하였다. 일본 육군은 군량이 극심하게 부족한 상태에서 고군분투하였다.
1598년 9월 말부터 10월 초에 걸쳐 조명연합군은 서로군(西路軍), 중로군(中路軍), 동로군(東路軍)을 편성하고 수군이 이를 받치는 형태의 사로 병진 작전을 개시하였다. 이는 서쪽에서 순천왜성(고니시군), 사천왜성(시마즈군), 울산왜성(가토군)을 동시에 공격하는 태세였으나 왜교성 전투(倭橋城戰鬪), 제2차 울산성 전투, 사천 전투에서 패하였다.

### 종전

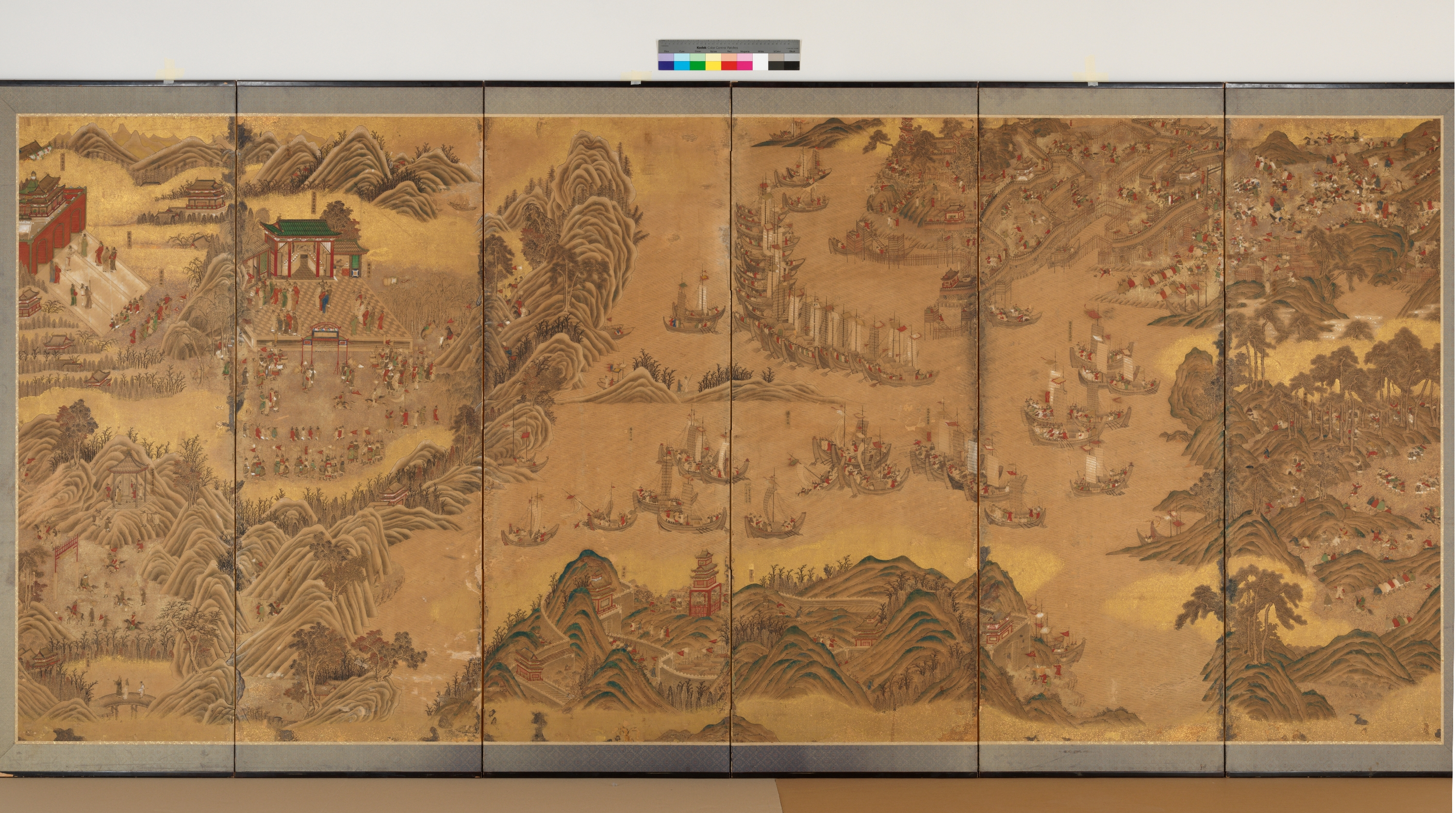
왜교성 전투와 노량 해전을 그린 병풍

이 때 도요토미 히데요시가 도중에 죽자 왜군은 결국 이를 극비에 부치고 본국으로 철수하기 시작하였다.
이순신은 노량에서 철수하는 왜군을 쫓아 함대를 대파하여 승리했으나 전투 중에 전사하였고 왜군은 전투에는 패배했으나 본국으로 철수에는 성공하여 임진왜란~정유재란은 종전하였다. 여기서 철수에 성공했다는 뜻은 고니시 유키나가(小西行長)를 위시한 주요 지휘관이 무사히 본국으로 귀환했다는 의미이고 일반 병졸들 중에는 철수에 실패한 인원도 많았다.

## 전쟁의 여파

### 조선에 끼친 영향
민간인을 포함한 조선 측 사망자는 180,000여 명에서 100만 명으로 추정된다. 또한, 경작지 중에서 66%가 파괴되었다.
문화재 손실도 막심하여 경복궁을 위시한 건축물과 서적·미술품 등이 소실되었는데 역대실록 등 귀중한 사서를 보관했던 사고도 전주사고만 남고 모두 소실되었다. 경복궁이 파괴되는 바람에 조정에서는 광해군이 즉위한 이후에도 한동안 월산대군이 개인 저택으로 사용하던 집을 궁궐로 대용했다.
이외에도 민가 많은 수, 포도청, 서원 등이 파괴되어 한국전쟁과 비견될 정도로 심각한 피해(被害)였다. 한편 병제 개편과 무기 개량에 착수하여 척계광의 《기효신서》를 얻어서 절강무예를 본받아 병술을 개혁하고 훈련도감을 설치, 삼수병(三手兵)을 두어 무예를 조련시켰다. 무기로서 원래 무기인 궁시창검·총통·완구·화전 외에 비격진천뢰와 화차가 발명되었고 조총과 불랑기를 이용하였다.
또 백성의 사상 면에서도 많은 변화가 일어나 애국심과 자아반성 등 여러 방면에서 개선과 명(明)을 향한 사대사상이 더욱 굳어졌으며, 일본인을 대상으로 한 재인식과 적개심이 더욱 높아졌고 전란 중 명군이 관우를 숭배하는 사상을 전래하여 민간신앙이 크게 영향받았다.
임진왜란 당시에 일본군의 포로가 된 홍호연의 일본인 후손과 한국인 후손이 400년 만에 경상남도 진주국립박물관에 만났다.

### 일본에 끼친 영향
일본은 도요토미 히데요시가 죽고 일본 내에 도요토미 히데요시 측 봉건 제후의 세력이 약화하여 도쿠가와 이에야스로 하여금 정권 교체를 쉽게 이룰 수 있게 하였다.
히데요시에게 태도가 미적지근하거나 서로 협력해 우조하지 않았던 다이묘들(도쿠가와 이에야스 등)은 불참하는 등 불협화음으로 7년을 이어오다가 히데요시 사후 일본군은 조선을 철수, 몇년 후 도요토미 정권은 전복(1600년-세키가하라 전투, 1615년-오사카 전투)되는 과정 중에 에도 막부(1603년)가 들어서게 된다.
조선에 출병한 다이묘들은 대부분 도요토미 히데요시에게 충성하던 사람들이었고(가토 기요마사, 후쿠시마 마사노리, 구로다 나가마사, 와키자카 야스하루 등) 도요토미 히데요시가 완벽히 장악하지 못한 다이묘들은 도요토미에게 소집되었으나 나고야성에 주둔하고 있었다. 조선에 출병한 부재 다이묘들의 영지는 관료 집단이 관리하게 되었고 이로 말미암아 이 관료 집단의 힘이 비대해졌다. 그런데 조선에 출병하였던 다이묘들의 세력이 약화되었으며, 나고야 성에는 도요토미 히데요시에게 소집된 수많은 다이묘가 모여 있었다. 일본 국내에 주둔 중이던 다이묘들 중에 가장 유력했던 도쿠가와 이에야스는 주도권을 잡게 되었다.
이에 대로 우에스기 가게카쓰의 가신 나오에 가네쓰구는 나오에장(直江状)을 발표하고 이에 가게카쓰는 가네쓰구에 호응하여 이에야스를 견제하려 아이즈의 병력을 일으켰고 이에 이에야스는 맞대응으로 아이즈 정벌(会津征伐)을 선언, 이틈을 노려 이시다 미쓰나리가 대로 모리 데루모토를 중심으로 한 도요토미 히데요시의 가신들 즉, 서군 측이 대거 합세하여 동군 측인 이에야스에 항거 하였고 결국 이들은 일본 대부분의 병력이 충돌한 전투였던 세키가하라(1600년)에서 충돌하였으나 전투가 개시된 지 3시간 만에 종결되었다. 이 전투에서 동군 측이 압승했다. 패배한 서군 측인 이시다 미쓰나리, 고니시 유키나가, 안코쿠지 에케이는 참수당했고 우에스기 가게카쓰, 모리 데루모토는 무려 75%에 달하는 영지를 삭감당했다.
일본은 이 전쟁으로서 가져간 조선의 문물을 대표할 정도로 전형이 될 만한 특징이 있는 도자기 기술은, 조선의 도공을 일본으로 데려가 후하게 대하면서 도자기를 제작하게끔 양호한 환경을 조성해 주었다. 이렇게 일본으로 건너간 조선 도공들은 일본 도자기의 발달에 결정적으로 기여하였다. 이에 임진왜란을 도자기 전쟁이라고도 부르며, 활자(活字)를 가져가서 일본 활자 기술 발전을 이롭게 하였고 서적을 가져가 문화가 발달하도록 이바지하게 되었다.

### 명나라에 끼친 영향
명은 대군을 조선에 파병하여 국력을 소모시켰으므로 국가 재정이 문란하게 되었다. 당시 명은 만력제가 재위 중이였다. 그는 초반에는 선정을 베풀었으나 후반에 들어서면서 국정을 게을리하고 낭비를 일삼았다. 특히 조선 출병까지 포함된 '만력3정'으로 대표되는 과도한 원정으로 재정은 고갈되어갔으며 자신의 무덤을 건설하기 위해서 만력3정에 소요된 경비보다도 많은 은자 800만냥을 지출하여 세금은 늘어나는데도 명의 재정은 더욱 궁핍해졌다.
그러나 명나라의 쇠망 혹은 멸망이 임진왜란이라는 단일한 사건만이 중대하게 작용하여 일어났다는 해석은 임진왜란의 여파가 일본에는 상대적으로 작게, 타국에는 상대적으로 과장하여 크게 일어났다고 보는 일본중심사관이 뿌리뽑히지 못한 결과라고 할 수 있다. 실제로 일본에서는 임진왜란 패퇴 직후 도요토미 정권이 붕괴했지만, 명나라는 임진왜란 이후에도 50여년 가까이 유지되었다.